# Robert Plutchik
Robert Plutchik (1927-2006) va ser un psicòleg estatunidenc especialitzat en l'estudi de l'emoció. Segons la seva proposta hi ha una sèrie de vuit emocions bàsiques, que són innates i que afavoreixen la conservació de l'espècie. A partir d'elles i dels seus oposats, es formen emocions secundàries que afavoreixen una millor adaptació social i que s'aprenen a la cultura d'origen. També es poden diferenciar emocions segons la seva intensitat.

## Emocions primàries i secundàries
Les vuit emocions primàries són les següents:
- alegria
- acceptació
- por
- sorpresa
- pena
- fàstic
- ràbia
- Roda de Plutchikanticipació

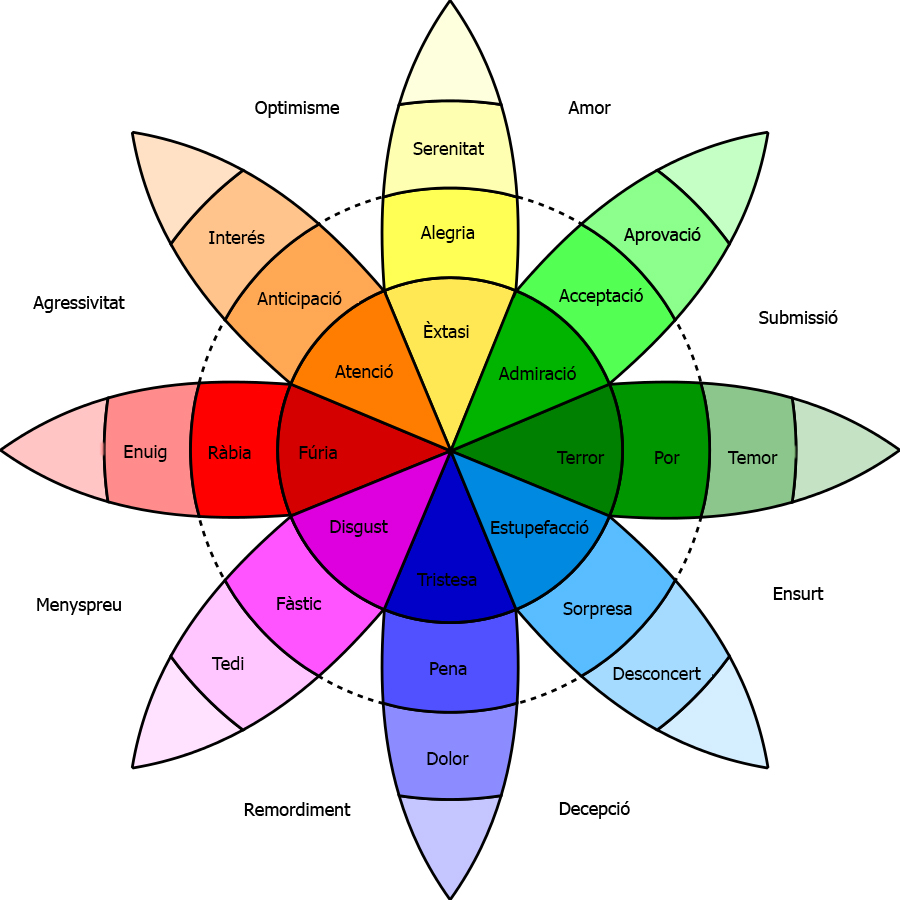
Roda de Plutchik

Cadascuna d'aquestes emocions té un oposat que també correspon a les emocions primàries (per exemple els antònims pena-alegria). Per obtenir les principals emocions secundàries cal sumar dues emocions primàries, com es veu a:
- anticipació + alegria = optimisme
- alegria + acceptació = amor
- acceptació + por = submissió
- por + sorpresa = èxtasi
- sorpresa + pena = decepció
- fàstic + pena = remordiment
- fàstic + ràbia = menyspreu
- ràbia + anticipació = agressivitat

Cada emoció secundària té el seu oposat en el mateix llistat, així la decepció és el contrari de l'optimisme.

## Obres
- The Emotions: Facts, Theories, and a New Model (1962)
- Foundations of Experimental Research (1968)
- Emotion: A Psychoevolutionary Synthesis (1980)
- Emotion: Theory, Research, and Experience : Biological Foundations of Emotions (amb Henry Kellerman, 1986)
- The Emotions (1991). ISBN 0-8191-8286-9
- Ego Defenses: Theory and Measurement (amb Hope R. Conte, 1994). ISBN 0-471-05233-7
- The Psychology and Biology of Emotion (1994). ISBN 0-06-045236-6
- Circumplex Models of Personality and Emotions (editor, 1997). ISBN 1-55798-380-1
- Emotions in the Practice of Psychotherapy: Clinical Implications of Affect Theories (2000). ISBN 1-55798-694-0
- Emotions and Life: Perspectives from Psychology, Biology, and Evolution (2002). ISBN 1-55798-949-4